# عندي ما نقلك
عندي ما نقلك هو برنامج أسبوعي تونسي بث منذ سبتمبر 2008 على قناة تونس 7 إلى غاية سنة 2011
وتواصل بثه على قناة التونسية من 2011 إلى غاية سبتمبر 2014 وتواصل بعد دمج قناة التونسية بالحوار التونسي
إلى غاية 11 ماي 2018 نهاية الموسم العاشر مع انتهاء تعاقد شركة إنتاج البرنامج مع قناة الحوار التونسي.
تواصل بث البرنامج بمقدم جديد «عبد الرزاق الشابي» على قناة التاسعة ابتداءً من 12 أكتوبر 2018.
عرف البرنامج كفكرة وبصمة تونسية فريدة من نوعها، رغم تشابه الإطار العام مع بعض البرامج الأمريكية والأوربية، إلا أنه يختلف عما قدمته الكثير من البرامج المغاربية والعربية التي كانت عبارة عن تقليد أو إسقاط أو نسخ لبرناج غربي.
تقوم فكرة البرنامج على محاولة إيجاد حل بين طرفين، حيث يتقدم أحدهما للبرنامج ويعرض مشكلته مع شخص ما فيما تتكلف إدارة البرنامج باستدعاء الطرف الثاني وترتيب اللقاء، بينما يحاول مقدم البرنامج فض الخلاف وإيجاد حل مبدئي.
غالباً ما تكون القضايا المطروحة في إطار تلفزيون الواقع الذي يتطرق إلى مشاكل اجتماعية أحياناً تكون عويصة.
حافظ البرنامج على نفس وتيرة النجاح، حيث يعد أكثر البرامج التونسية مشاهدةً في تونس والجزائر.

## محتوى ومضمون عندي ما نقلك
يدافع الإعلامي التونسي علاء الشابي عن جرعة الإثارة التي يحتويها برنامج «عندي ما نقلك» ويعتبرها جزءاً أساسياً من أي عمل تلفزيوني.
يقوم البرنامج على فكرة مواجهة بين ضيفين. يستدعي الضيف الأول شخصاً يرغب في مواجهته، ثم يستعرض تفاصيل مشكلته التي تبحث عن حل، وعادة تكون مشكلة عائلية أو اجتماعية أو زوجية أو بحثا عن شخص مفقود. وفي النصف الثاني من الحالة يدخل الضيف الآخر لتتم المواجهة بين الطرفين بوجود ستار أبيض يفصل بينهما. بعد النقاش يُسأل في آخر الحلقة الضيف الثاني إن كان يقبل بفتح الستار والتصالح مع الضيف الأول أم لا، وإذا قبل بفتح الستار، فذلك يعني قبوله مبدئيا بالحوار والصّلح.

### اختيار الضيوف
الشرط الأساسي لعملية الاختيار هو إمكانية وجود حل للإشكال الموجود بين الطرفين.
أما الشرط الثاني فهو أن يكون الموضوع قابلاً للطرح في البرنامج فهناك مواضيع لا يمكن طرحها أو قبولها.

### اتهامات للبرنامج
تعتبر الإثارة جزءاً لا يتجزأ من العمل التلفزيوني. ما يثير ليس طريقة الطرح ولا أسلوب العرض، بل الواقع نفسه. وكلام من نوع «هذا لا يمر، وهذا يثير»، تجاوزه الزمن، فالوسيلة تقترح المنتوج والمتقبل يشاهده ويناقشه، لكن لا يمكن له بأي حال من الأحوال أن يفرض على الوسيلة الإعلامية ما يبث وما لا يبث.
يتهم البرنامج بتضخيم هذا الحالات حتى ليخيل للمشاهد أنها منتشرة بصفة كبيرة، وهناك بعض الأصوات تتهم البرنامج صراحة بالتشجيع على التفسخ الأخلاقي.

### متابعو البرنامج
العائلات المحافظة تشاهد البرنامج بكثافة ثم تنتقده نقدا قاسيا وتردد عبارات من نوع «هذا غير معقول وغير مسموح». المشاهد يريد «التلصص» على مشاكل الغير، التي هي في الواقع جزء من مشاكله، لكنه لا يملك الجرأة لمواجهتها. وينصّب نفسه حاميا للأخلاق والدين وثقافة المجتمع على رغم انه يعيش المشاكل نفسها، فهو «حاميها حراميها» إذا صحّ القول. بحجم الانتقادات للبرنامج يُخيّل أن نسب مشاهدة ضعيفة لكن العكس هو الذي يحدث، فالبرنامج يتصدر الآن نسب المشاهدة في كامل القنوات.

### الخطوط الحمراء بالنسبة للبرنامج
يعتبر البرنامج مقيداً نسبياً وذلك لعدم إمكانية بث الحالات التي تتناول مواضيع الشذوذ رغم وجودها في المجتمع وشكل إعلان حلقة الشاذ الذي عرض على وسائل التواصل
الاجتماعي ضجة في المجتمع.
إلى جانب حالة فتاة حملت من والدها رغبت في طرح قضيتها، لكن فضّل عدم تمرير حالات كهذه حتى لا يساء إلى صورة الأب، علما أنها ليست الحالة الأولى من هذا النوع، هذا إضافة لمواضيع أخرى حساسة جداً.

## مواسم عندي ما نقلك
بلغ عدد مواسم البرنامج 11 موسماً بحلول سنة 2019.
|               |                   | مواسم البرنامج | مواسم البرنامج | مواسم البرنامج | مواسم البرنامج | مواسم البرنامج | مواسم البرنامج | مواسم البرنامج | مواسم البرنامج | مواسم البرنامج | مواسم البرنامج | مواسم البرنامج | مواسم البرنامج |
| 1             | 2                 | 3              | 4              | 5              | 6              | 7              | 8              | 9              | 10             | 11             | 12             |                |                |
| ------------- | ----------------- | -------------- | -------------- | -------------- | -------------- | -------------- | -------------- | -------------- | -------------- | -------------- | -------------- | -------------- | -------------- |
| شركة الانتاج  | كاكتوس برود       | x              | x              | x              | x              | x              | x              | x              | x              | x              | x              | x              | x              |
| مقدم البرنامج | علاء الشابي       | x              | x              | x              | x              | x              | x              | x              | x              | x              | x              |                | x              |
|               | عبد الرزاق الشابي |                |                |                |                |                |                |                |                |                |                | x              |                |
| شبكة البث     | تونس 7            | x              | x              | x              |                |                |                |                |                |                |                |                |                |
| شبكة البث     | التونسية          |                |                |                | x              | x              | x              |                |                |                |                |                |                |
| شبكة البث     | الحوار التونسي    |                |                |                |                |                |                | x              | x              | x              | x              |                |                |
| شبكة البث     | التاسعة           |                |                |                |                |                |                |                |                |                |                | x              | x              |

## مخالفات وعقوبات
- إيقاف برنامج «عندي ما نقلك» لمدّة شهر، كما غرّمت التونسية وشركة "كاكتوس برود" بمبلغ 200 ألف دينار "، وذلك على خلفية الحلقة الخاصة بالشيخ الهادي قديش. واعتبرت «الهايكا» أنّ ما ورد في الحلقة يمثل تعديا صارخا على الحياة الخاصة ومس من كرامة الرجل، مشيرة إلى أنّ إعادة البرنامج ألحقت به أضرارا فادحة. ويذكر أنّ القضيّة التي بثت يوم 22 نوزفمبر 2013 تتمثّل في ادعاء شاب أنّ الشيخ قديش والده، في حين أنّ التحليل الجيني أثبت عكس ذلك، وأن ماقاله الشاب مجرد افتراء. وتجدر الإشارة إلى أنّ الهيئة كانت قد أصدرت بيانا، بعد بث تلك الحلقة وطلبت عدم إعادة بثها، ولكن القناة لم تمتثل.[5][6][7]

- أعلنت الهيئة العليا المستقلة للاتّصال السمعيّ والبصريّ إيقاف بثّ البرنامج لمدّة ثلاثة أشهر وسحب الجزء المتعلق من حلقة الطفلة التي تعرّضت لاعتداءات جنسية من أقاربها، من صفحاتها على شبكات التواصل الاجتماعي واعتبرت أنّ هذه الحالة التي بثّت في حلقة 14 أكتوبر 2016 شكلت خرقا جسيما وانتهاكا لمبدأ حماية الطفولة وتعدّ على الحياة الخاصّة وانتهاك لكرامة الإنسان عند تناوله لتعرّض طفلة لم يتجاوز سنّها الـ17 عاما لعملية اغتصاب.

وأشارت الهيئة في بلاغها إلى حضور كلّ من مقدّم البرنامج علاء الشابي والمحامي عبد العزيز الصيد بصفته نائبا  للممثّل القانونيّ للقناة يوم الاثنين 17 أكتوبر 2016 للتحرير عليهما بخصوص الإخلالات التي عاينها مجلس الهيئة في البرنامج.
- بخصوص حلقة برنامج «عندي ما نقلك» التي تم بثّها بتاريخ 2 نوفمبر 2018 والتي تطرّقت إلى قضيّة نفي نسب،

سلّطت الهيئة العليا المستقلة للاتصال السمعي البصري «الهايكا»، خطيّة مالية على قناة «التاسعة» في شخص ممثلها القانوني، قدرها عشرون ألف دينار.
وأضافت «الهايكا» في بلاغ لها، أن الحلقة المذكورة تم التطرق فيها إلى قضية نفي نسب تم نشرها من قبل الضيف الحاضر ضد طليقته بخصوص أطفاله منها والكشف عن نتائج التحليل الجيني المأذون به من قبل المحكمة، علاوة على التطرق إلى قضية الطلاق التي نشرت بينهما.
وأوضحت أن ذلك شكّل خرقا للقانون الذي يحجر تناول قضايا ثبوت النسب والطلاق إعلاميا، كما أن مضمون البرنامج به مس بالمصلحة الفضلى للأطفال المعنيين بما من شأنه أن يعرّضهم للوصم الاجتماعي والأذى النفسي.
كما قررت «الهايكا» تحجير إعادة بث جزء القضية من حلقة برنامج «عندي ما نقلك» موضوع المخالفة المذكورة، وسحبه من الموقع الإلكتروني الرسمي للقناة ومن جميع صفحات التواصل الاجتماعي التابعة لها.

## طالع أيضًا
- علاء الشابي

## وصلات خارجية
علاء الشابي يرد على منتقدي برنامج عندي مانقلك